# Фред Савидж
Фредрик Арън „Фред“ Савидж (на английски: Fredrick Aaron "Fred" Savage) (роден на 9 юли 1976 г.) е американски актьор, режисьор и продуцент. Най-известен е с ролята си на Кевин Арнолд в сериала „Чудните години“ (1988–1993).